# Liste der deutschen Botschafter in Marokko
Die Liste der deutschen Botschafter in Marokko enthält die Botschafter des Deutschen Reichs und der Bundesrepublik Deutschland in Marokko.
Seit 1872 bestanden diplomatische Beziehungen zwischen dem Deutschen Kaiserreich und Marokko. Der Austausch von Gesandten fand bis zum Marokko-Kongo-Vertrag offiziell statt. Zunächst wurden die Gesandten nach Tanger geschickt, später nach Tétouan, dem Verwaltungssitz des Protektorates Spanisch-Marokko.

## Deutsches Reich

Friedrich von Gülich

| Name                                                                                 | Amtszeit  | Anmerkungen                |
| ------------------------------------------------------------------------------------ | --------- | -------------------------- |
| Friedrich von Gülich                                                                 | 1877      | Gesandter in Tanger        |
| Gustav Travers                                                                       | 1888      | Ministerresident in Tanger |
| Christian von Tattenbach                                                             | 1889–1898 | Gesandter in Tanger        |
| Gustav Adolf Schenck zu Schweinsberg                                                 | 1898      | Gesandter in Tanger        |
| Friedrich von Mentzingen                                                             | 1899–1904 | Gesandter in Tanger        |
| Friedrich Rosen                                                                      | 1906–1910 | Gesandter in Tanger        |
| Nach dem Marokko-Kongo-Vertrag offiziell zwischen 1911 und 1919(?) keine Beziehungen |           |                            |
| Albert von Seckendorff                                                               | 1912      | Gesandter in Tanger        |
| Otto Günther von Wesendonck                                                          | 1913–1914 | Gesandter in Tanger        |
| Walter Zechlin                                                                       | 1914–1917 | Gesandter in Tétouan       |
| Johann Brosch (1883–1942)                                                            | 1933–1939 | Gesandter in Tétouan       |
| Kurt Rieth                                                                           | 1941–1944 | Konsul in Tanger           |

## Bundesrepublik Deutschland
| Name                      | Amtszeit  | Anmerkungen |
| ------------------------- | --------- | ----------- |
| Hans-Joachim von der Esch | 1957–1960 |             |
| Herbert Müller-Roschach   | 1960–1962 |             |
| Walther Hess              | 1962–1965 |             |
| Heinz Voigt               | 1965–1970 |             |
| Heinrich Hendus           | 1970–1975 |             |
| Hans Schwarzmann          | 1975–1978 |             |
| Walter Jesser             | 1978–1984 |             |
| Norbert Montfort          | 1984–1990 |             |
| Murad Wilfried Hofmann    | 1990–1994 |             |
| Herwig Bartels            | 1994–1999 |             |
| Hans-Dieter Scheel        | 1999–2002 |             |
| Roland Mauch              | 2002–2005 |             |
| Gottfried Haas            | 2005–2008 |             |
| Ulf-Dieter Klemm          | 2008–2011 |             |
| Michael Witter            | 2011–2014 |             |
| Volkmar Wenzel            | 2014–2017 |             |
| Götz Schmidt-Bremme       | 2017–2021 |             |
| Vakanz                    | 2021–2022 |             |
| Robert Dölger             | 2022–     |             |